# Atamaita
Atamaita (in persiano antico *Atta-hamiti-Inšušinak; ... – 521 a.C.) è stato un sovrano elamico.
Fu re nel 521 a.C. e capeggiò la ribellione contro il re Dario I di Persia.

## Biografia
Nel 522 a.C. Dario I di Persia era salito al trono eliminando l'usurpatore Gaumata, il quale si era spacciato per Smerdi, fratello del defunto re Cambise II. All'indomani dell'uccisione di Gaumata, alcune province persiane, approfittando del clima di tensione che si era creato a seguito della vicenda del falso Smerdi, si ribellarono per sottrarsi al giogo persiano: tra queste vi era l'Elam. Il primo a prendere il comando della ribellione, scoppiata nell'ottobre del 522 a.C., fu Assina, il quale fu però sconfitto due mesi dopo. Ad Assina succedette al comando della ribellione Martiya, e quando anche lui fu sconfitto da Dario, nel 521 a.C., Atamaita  gli succedette al comando della ribellione. Per fronteggiare Atamaita, Dario decise di inviare Gobria, uno dei più alti dignitari persiani, il quale aveva partecipato alla congiura che aveva permesso a Dario di ascendere al trono. Gobria riuscì a domare la ribellione, venendo come premio nominato satrapo dell'Elam, ed Atamaita venne giustiziato personalmente da Dario.